# 카니발 (음악 그룹)
카니발(영어: Carnival)은 이적과 김동률이 1997년에 결성한 프로젝트 그룹이다. 1997년 프로젝트 앨범 《Carnival》을 발표했다. 대표곡으로 〈그땐 그랬지〉, 〈거위의 꿈〉이 있으며 〈거위의 꿈〉은 2007년 인순이에 의해 리메이크되어 새롭게 인기를 끌었다.
데뷔 11년 만에 《The Carnival 이적+김동률》이란 제목으로 2008년 12월 13일, 14일 이틀동안 두 차례에 걸쳐 서울 올림픽공원 체조경기장에서 카니발 데뷔 후 첫 공연을 하였다.

## 구성원
- 이적 - 보컬, 작사, 작곡, 편곡
- 김동률 - 보컬, 작사, 작곡, 편곡

## 음반
- Carnival (1997년) : 김동률의 클래시컬한 분위기에 이적의 실험적인 느낌이 잘 어우러진 앨범으로 전람회와 패닉에서 들을 수 없었던 노래들이 들어 있다. 향수를 느끼게 하는 타이틀 곡 `그땐 그랬지`를 비롯하여, 중학교 2학년 국어 교과서에 실린 `비누 인형`, 가수 인순이가 2007년에 리메이크된 버전을 부른 바 있는 `거위의 꿈` 등의 노래들이 수록된 앨범이다.

## 수상내역
- 1997년 대한민국영상음반대상 본상 - 그땐 그랬지